# Markečica
Markečica – wieś w Słowenii, w gminie Oplotnica. W 2018 roku liczyła 110 mieszkańców.